# Yua Aida
Yua Aida (en japonés: あいだゆあ) (Toyohashi, 12 de agosto de 1984) es una actriz, AV Idol y gravure idol japonesa.

## Vida y carrera
Nació en la prefectura de Aichi en agosto de 1984. En el plano personal, es hermana de la gravure idol Towa Aino. Fue una chica activa y participativa en la escuela secundaria, practicando como deporte el tenis. Cambió su enfoque de los deportes al arte, que derivó en una afición por la pintura al óleo y a descubrir la exposición de modelos, que le originó el interés por su posterior carrera audiovisual. Tras su graduación, fue descubierta por una agencia de talentos AV en Shinjuku (Tokio).
Debutó como gravure idol, realizando sus primeras sesiones fotográficas en 2003. Un año después, debutaba como AV Idol en el lanzamiento del DVD del mes de enero Pichi Pichi para el estudio Max-A. El video fue dirigido por Yukihiko Shimamura con quien Aida hizo varios videos más en los años siguientes. El segundo video de Aida, Your Yua Aida, fue lanzado en febrero de 2004 por el estudio Kuki. Este video dejó el formato narrativo de ficción para explorar el estilo documental común con los videos japoneses para adultos. Durante el año siguiente, Aida hizo nuevos videos aproximadamente una vez al mes alternando entre Max-A y Kuki. En los premios X City Grand Prix de 2004, Aida recibió el premio a la Mejor actriz revelación, así como el tercer lugar en el premio a la Mejor actriz.
En la primavera de 2005, Aida se unió a un nuevo estudio, S1 No. 1 Style, y lanzó su primer video con ellos, Sell Debut, dirigido por Hideto Aki en mayo de 2005. Llegó a convertirse en una de las figuras más populares del estudio, llegando a ocupar el primer puesto en número de ventas en 2005 y el cuarto lugar en 2006. Mientras estaba en S1, Aida ganó el premio a la Mejor actriz por excelencia en los Adult Broadcasting Awards de 2006. Aida permaneció con S1 por el resto de su carrera audiovisual, apareciendo en aproximadamente un video al mes. En marzo de 2007 apareció en una de las series de videos de Digital Channel para IdeaPocket y más tarde, a mediados de 2007, también protagonizó cuatro videos de la serie Moodyz Diva.
El 12 de julio de 2007, Aida anunció en su blog que se retiraba de la industria audiovisual, pero planeaba seguir apareciendo como modelo y en vídeos no pornográficos. El video en huecograbado de noviembre de 2007 Eternal, The Last DVD fue anunciado como su último trabajo de retiro. Más tarde, en noviembre, Style Art presentó su video Yua Aida Dance Best en el AV Grand Prix de 2008. El 16 de febrero de 2008, Shinyusha publicó un fotolibro final, Yua, con fotografías de Miseki Liu.